# Анджеліна Манго
Анджеліна Манго (італ. Angelina Mango; нар. 10 квітня 2001 , Маратеа, Базиліката ) — італійська співачка й авторка пісень. У 2023 році вона брала участь у двадцять другому конкурсі талантів Amici di Maria De Filippi, посівши друге місце та вигравши в категорії співу та премію Lunezia за музично-літературну цінність пісні «Ci pensiamo domani». Переможниця Фестивалю Санремо 2024 року. Вона представила Італію на пісенному конкурсі Євробачення 2024 з піснею «La noia».

## Біографія

### 2001—2019: Раннє життя
Анджеліна Манго народилася 10 квітня 2001 року в Маратеї, провінція Потенца, Базиліката, у родині Лаури Валенте, колишньої співачки гурту Матья Базар, і Джузеппе Манго, відомого під псевдонімом Манго.
Вона виросла в Лагонегро, також у провінції Потенца, зі своїм старшим братом Філіппо Манго, 1995 року народження, з яким вона поділяє пристрасть до музики. Завдяки сімейному оточенню, в якому вона жила в дитинстві, вона навчилася співати, грати на піаніно та гітарі. У вересні 2014 року Манго вступила до liceo scienceco, а потім призупинила навчання через смерть свого батька 8 грудня 2014 року. У 2016 році вона разом із родиною переїхала до Мілана, де продовжила навчання та почала співати в групі разом із братом як барабанщиця.

### 2020—2021:Monolocale
13 листопада 2020 року Манго випустила свій перший сингл «Va tutto bene», який передував її дебютному мініальбому Monolocale. У 2021 році вона відкрила концерти Parola Tour Джованні Каккамо та Мікеле Плачидо, виступаючи в листопаді 2021 року під час Міланського тижня музики. У той же період вона брала участь у відборах Sanremo Giovani з піснею «La tua buona colazione», не потрапивши до фіналістів.

### 2022—2023: участь вAmiciтаVoglia di vivere
Після підписання контракту з Sony Music і початку написання та продюсування нових пісень разом з продюсером Енріко Бруні, Манго взяла участь у Concerto del Primo Maggio і в Musica da bere, музичному конкурсі у 2022 році, де вона виграла Live Award. Також у тому ж році вона почала випускати кілька синглів, зокрема «Formica», «Walkman» (продюсований Тіціано Ферро) та «Rituali». У вересні 2022 року вона брала участь як гість у програмі, що транслювалася на Rai 3 під назвою Via dei Matti nº0.
У листопаді 2022 року Манго було допущено як учасницю до двадцять другого випуску шоу музичних талантів, що транслювалося на Canale 5, Amici di Maria De Filippi, у якому вона посіла друге місце та перемогла у категорії співу. Вона відкрила концерт Елізи в Auditorium Parco della Musica в Римі в грудні та виступила на концерті, який транслювався на Canale 5, Capodanno in musica. Під час участі в Amici вона випустила сингли «Voglia di vivere» і «Mani vuote».
12 травня 2023 року Манго випустила сингл «Ci pensiamo domani», який передував мініальбому Voglia di vivere, випущеному 19 травня 2023 року. «Ci pensiamo domani» досяг першої десятки чарту синглів і був сертифікований тричі платиновим за продажі, що перевищили 300 000 копій. EP дебютував під номером два в італійському чарті альбомів і отримав золотий сертифікат за продажі, які перевищили 25 000 копій. У червні та липні 2023 року вона брала участь у деяких фестивалях, організованих головними національними радіо- та телевізійними компаніями, зокрема Battiti Live і TIM Summer Hits. 6 жовтня 2023 року вона випустила сингл «Che t'o dico a fa'», який посів друге місце в італійському чарті синглів і став платиновим.

### 2024: Музичний фестиваль Санремо та Євробачення
Анджеліна Манго брала участь у музичному фестивалі Санремо 2024 і перемогла з піснею «La noia». Наступного ранку після перемоги вона підтвердила, що буде представляти Італію на пісенному конкурсі Євробачення 2024. У фінальному заліку вона посіла 7 місце (з 25).

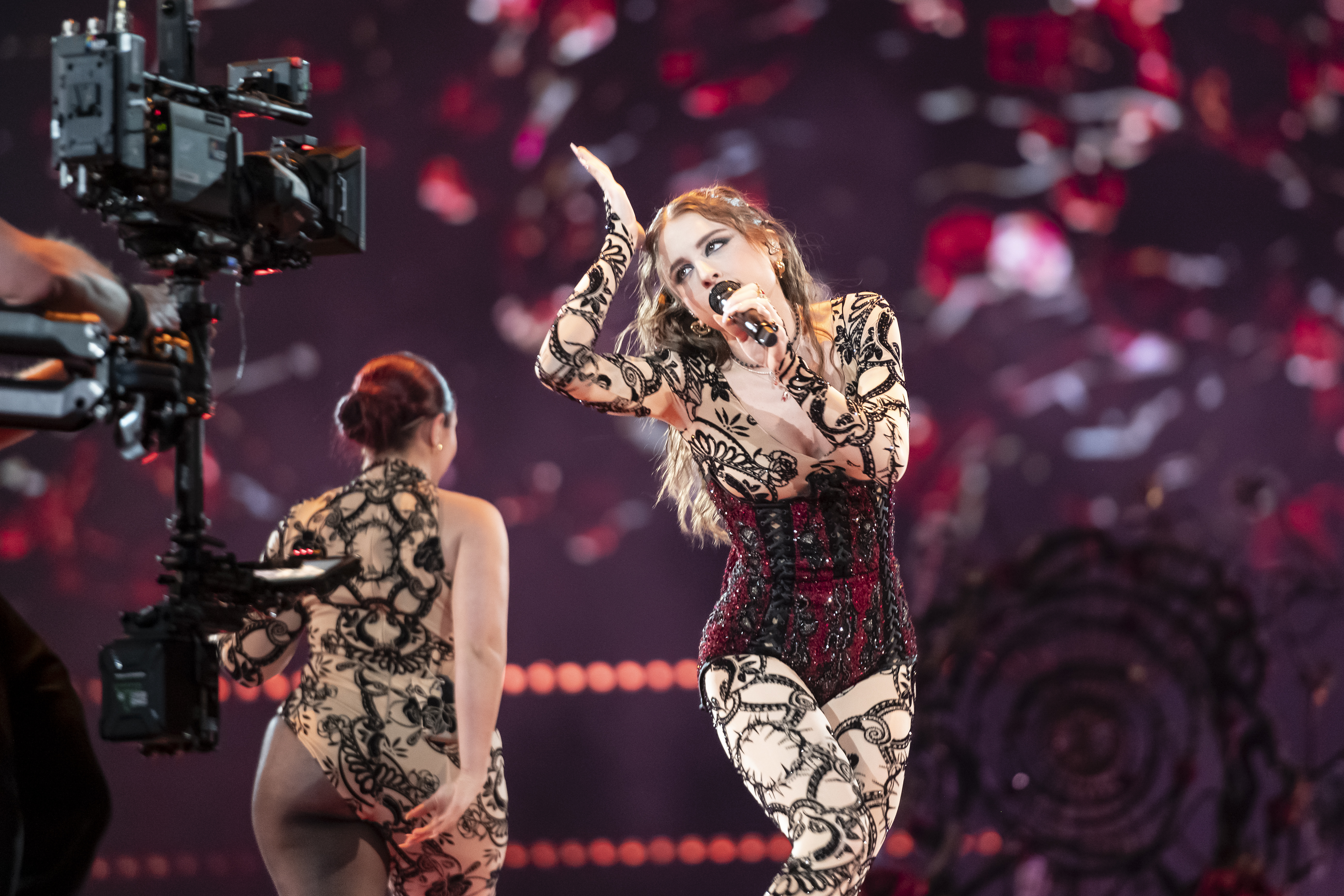
Анджеліна Манго під час генеральної репетиції Євробачення 2024

## Особисте життя
З середини 2021 року Манго перебуває у стосунках зі своїм гітаристом Антоніо Чирільяно, уродженцем Потенци. Вона заявила, що може закохатися в людину незалежно від її статі.

## Дискографія

### Мініальбоми
| Рік  | Назва            |
| ---- | ---------------- |
| 2020 | Monolocale       |
| 2023 | Voglia di vivere |

## Телебачення
| Рік       | Назва                           | Мережа   | Роль         | Нотатки                        |
| --------- | ------------------------------- | -------- | ------------ | ------------------------------ |
| 2022–2023 | Amici di Maria De Filippi       | Canale 5 | Конкурсантка | Переможниця у номінації співу  |
| 2024      | Музичний фестиваль Санремо 2024 | Rai 1    | Конкурсантка | Переможниця з піснею «La noia» |

## Нагороди та номінації
| Рік  | Нагорода             | Номінація                     | Праця                     | Результат | Прим.  |
| ---- | -------------------- | ----------------------------- | ------------------------- | --------- | ------ |
| 2022 | Musica da bere       | Live Award                    | Live Award                | Перемога  | [ 27 ] |
| 2023 | Premio della critica | Перше місце в категорії співу | Amici di Maria De Filippi | Перемога  |        |
| 2023 | Premio delle radio   | Перше місце в категорії співу | Amici di Maria De Filippi | Перемога  |        |
| 2023 | Premio Lunezia       | Музично-літературна цінність  | Ci pensiamo domani        | Перемога  | [ 51 ] |